# C12H20O3
化学式C12H20O3（摩尔质量：212.285 g/mol）可以指以下化合物：
- 愈伤素，CAS号：65410-38-0
- 西葫芦酸，CAS号：58240-50-9
- 十二烷二酸酐，PubChem CID：14098193

|  | 这个同类索引页列出了具有相同分子式的化学物（即同分異構體）条目。 除非您是有意链接至本页，否则应将相应条目的内部链接指向正确的条目。 |